# The Stranglers and Friends Live in Concert
Albums de The Stranglers
Saturday Night, Sunday Morning
(1993) Friday the Thirteenth
(1997)
The Stranglers and Friends Live in Concert est le 10e album live du groupe The Stranglers, enregistré les 3 et 4 avril 1980 au Rainbow de Londres. Le guitariste Hugh Cornwell vient d'être incarcéré à la suite d'une condamnation pour possession de drogues. Dans l'incapacité d'assurer sa prestation au chant et à la guitare, il est remplacé par une foule de musiciens qui viennent, en signe de solidarité, jouer 1 ou 2 chansons chacun. On retrouve parmi ces Stranglers d'un soir : Robert Smith et Mathieu Hartley (The Cure), Ian Dury, Wilko Johnson, Robert Fripp, Peter Hammill, Steve Hillage, Toyah Willcox, Hazel O'Connor, Basil Gabbidon (Steel Pulse), Richard Jobson (The Skids) et John Ellis (The Vibrators).

## Liste des titres
1. Introduction (Jet Black)
2. (Get a) Grip (On Yourself) (avec Hazel O’Connor et Robert Smith)
3. Hanging Around (avec Hazel O’Connor et Robert Smith)
4. Tank (avec Robert Fripp et Peter Hammill)
5. Threatened (avec Robert Fripp)
6. Toiler On the Sea (avec Robert Fripp et Phil Daniels)
7. The Raven (avec Basil Gabbidon & Peter Hammill)
8. Dead Loss Angeles (avec Phil Daniels et Wilko Johnson)
9. Nice ‘N’ Sleazy (avec Basil Gabbidon, Nicky Tesco et Nik Turner)
10. Bring on the Nubiles (avec Richard Jobson et Wilko Johnson)
11. Peaches (avec Ian Dury, Wilko Johnson, Davey Payne, John Turnball et Toyah Wilcox)
12. Bear Cage (avec Ian Dury, Mathieu Hartley, Wilko Johnson, Davey Payne et John Turnball)
13. Duchess (avec Toyah Willcox)
14. No More Heroes (avec Richard Jobson)
15. 5 Minutes (avec Richard Jobson et Larry Wallis)
16. Something Better Change (avec Steve Hillage et Toyah Willcox)
17. Down in the Sewer (avec Jake Burns, Steve Hillage et tous les invités)

## Personnel
- John Ellis : Guitare
- Robert Smith : Guitare sur (2, 3)
- Robert Fripp : Guitare sur (4, 5, 6)
- Basil Gabbidon : Guitare sur (7, 9)
- Wilko Johnson : Guitare sur (8, 10)
- John Turnball : Guitare sur (11, 12)
- Larry Wallis : Guitare sur (15)
- Steve Hillage : Guitare sur (16, 17)
- Hazel O'Connor : Chant sur (2, 3)
- Peter Hammill : Chant sur(4, 7)
- Phil Daniels : Chant sur (6, 8)
- Nicky Tesco : Chant sur (9)
- Richard Jobson : Chants sur (10, 14, 15)
- Ian Dury : Chant sur (11, 12)
- Toyah Wilcox : Chant sur (13, 16), chœurs sur (11, 12)
- Jake Burns : Chant sur (17)
- Nick Turner : Saxophone sur (9)
- Davey Payne : Saxophone sur (11, 12)
- Mathieu Hartley : Claviers sur (12)
- Dave Greenfield : Claviers
- Jean-Jacques Burnel : Basse
- Jet Black : Batterie